# Saison 2025-2026 du FC Annecy
Dernière mise à jour : 30 Juin 2025.
Chronologie
Saison précédente Saison suivante
La saison 2025-2026 du FC Annecy est la quatrième année de l'équipe première en championnat de France de football de Ligue 2 après une saison 2024/2025 qui a vue l’équipe se classé 6ème battent alors son meilleur classement en deuxième division qui était jusqu'à lors une 9ème place obtenus lors de la saison 1990-1991. 
Le FC Annecy reste le seul club de football professionnel des Pays de Savoie depuis la disparition de l'eTG FC à l'été 2016. Le club reste donc engagé en Ligue 2 et en Coupe de France. L'équipe est toujours entraînée par Laurent Guyot qui est en contrat jusqu'en 2028.

## Budget
| Saison | 2025-2026 |
| Budget | - M€      |

## Tableau des transferts
| Nom               | Nationalité   | Poste             | Transfert              | Provenance/Destination                        |
| ----------------- | ------------- | ----------------- | ---------------------- | --------------------------------------------- |
| Arrivées          |               |                   |                        |                                               |
| Samuel Ntamack    | France        | Attaquant         | Retour de Prêt         | KSC Lokeren Challenger Pro League             |
| Mattéo Veillon    | France        | Défenseur         | Libre                  | AS Montlouis Football National 3              |
| Paul Venot        | France        | Milieu de terrain | Libre                  | Angoulême Charente FC National 2              |
| Thibault Rambaud  | France        | Attaquant         | Transfert              | Union sportive Boulogne Côte d'Opale National |
| Abdel Hbouch      | France        | Milieu de terrain | Transfert              | Union sportive Boulogne Côte d'Opale National |
| Cedric Makutungu  | France        | Défenseur         | Transfert              | Dijon FCO National                            |
| Matéo Gonzalaz    | France        | Gardien de but    | Transfert              | ES Troyes AC Ligue 2                          |
| Départs           |               |                   |                        |                                               |
| Yohan Demoncy     | France        | Milieu de terrain | Libre                  | Stade de Reims Ligue 1                        |
| Hamjatou Soukouna | France        | Défenseur         | Libre                  |                                               |
| Tidiane Malbec    | France        | Gardien de but    | Libre                  |                                               |
| Goteh Ntignee     | Canada        | Attaquant         | Résiliation de contrat | Cavalry FC PLCan                              |
| Samuel Ntamack    | France        | Attaquant         | Transfert              | SD Huesca Liga 2                              |
| Trévis Dago       | Côte d'Ivoire | Attaquant         | Retour de Prêt         | Lille OSC Ligue 1                             |
| Anthony Bermont   | France        | Milieu de terrain | Retour de Prêt         | RC Lens Ligue 1                               |
| Karim Cissé       | Guinée        | Milieu de terrain | Retour de Prêt         | AS Saint-Étienne Ligue 1                      |
| Sidi Bane         | Sénégal       | Défenseur         | Retour de Prêt         | RC Lens Ligue 1                               |
| Ismaëlo Gagnou    | France        | Défenseur         | Retour de Prêt         | Calcio Padoue Serie C                         |
| Kapitbafan Djoco  | France        | Attaquant         | Transfert              | FC Sochaux-MontbéliardNational                |

| Nom      | Nationalité | Poste | Transfert | Provenance/Destination |
| -------- | ----------- | ----- | --------- | ---------------------- |
| Arrivées |             |       |           |                        |
| Départs  |             |       |           |                        |

## Intersaison et matchs amicaux
Le FC Annecy reprend l’entraînement le 30 juin. Un stage de pré-saison doit se déroulé à Crans Montana Suisse du 13 au 18 Juillet. 

### Matchs amicaux
Des matchs amicaux contre Vevey-Sports, le Fc Sion, l’USL Dunkerque, le Palermo FC et Clermont Foot sont programmés durant l’intersaison. 

## Classement
| Rang | Équipe              | Pts | J | G | N | P | Bp | Bc | Diff | Promotion ou relégation                  |
| ---- | ------------------- | --- | - | - | - | - | -- | -- | ---- | ---------------------------------------- |
| 14   | AS Nancy-Lorraine P | 1   | 1 | 0 | 1 | 0 | 0  | 0  | 0    |                                          |
| 15   | US Boulogne P       | 0   | 0 | 0 | 0 | 0 | 0  | 0  | 0    |                                          |
| 16   | SC Bastia           | 0   | 0 | 0 | 0 | 0 | 0  | 0  | 0    | Participation aux barrages de relégation |
| 17   | Grenoble Foot 38    | 0   | 1 | 0 | 0 | 1 | 1  | 2  | −1   | Relégation en Ligue 3                    |
| 18   | FC Annecy           | 0   | 1 | 0 | 0 | 1 | 0  | 2  | −2   | Relégation en Ligue 3                    |

### Évolution au classement deLigue 2 2025-2026, journée par journée
| Journée | Résultat | Nombre de points | Classement |
| ------- | -------- | ---------------- | ---------- |
| 1       |          |                  |            |
| 2       |          |                  |            |
| 3       |          |                  |            |
| 4       |          |                  |            |
| 5       |          |                  |            |
| 6       |          |                  |            |
| 7       |          |                  |            |
| 8       |          |                  |            |
| 9       |          |                  |            |
| 10      |          |                  |            |
| 11      |          |                  |            |
| 12      |          |                  |            |
| 13      |          |                  |            |
| 14      |          |                  |            |
| 15      |          |                  |            |
| 16      |          |                  |            |
| 17      |          |                  |            |

| Journée | Résultat | Nombre de points | Classement |
| ------- | -------- | ---------------- | ---------- |
| 18      |          |                  |            |
| 19      |          |                  |            |
| 20      |          |                  |            |
| 21      |          |                  |            |
| 22      |          |                  |            |
| 23      |          |                  |            |
| 24      |          |                  |            |
| 25      |          |                  |            |
| 26      |          |                  |            |
| 27      |          |                  |            |
| 28      |          |                  |            |
| 29      |          |                  |            |
| 30      |          |                  |            |
| 31      |          |                  |            |
| 32      |          |                  |            |
| 33      |          |                  |            |
| 34      |          |                  |            |

## Coupe de France de football
| 7ème tour       |  | - |  |  |
| Novembre 2025 - |  |   |  |  |

## Statistiques

### Buteurs

#### Ligue 2
| Place | Nom       | Nombre de buts |
| ----- | --------- | -------------- |
| Total | 0 buteurs | 0 buts         |

#### Coupe de France
| Place | Nom       | Nombre de buts |
| ----- | --------- | -------------- |
| Total | 0 buteurs | 0 buts         |

### Passeurs

#### Ligue 2
| Place | Nom        | Nombre de passes |
| ----- | ---------- | ---------------- |
| Total | 0 passeurs | 0 passes         |

#### Coupe de France
| Place | Nom        | Nombre de passes |
| ----- | ---------- | ---------------- |
| Total | 0 passeurs | 0 passes         |